# Nationalheiligtum Basilika Maria Hilfe der Christen

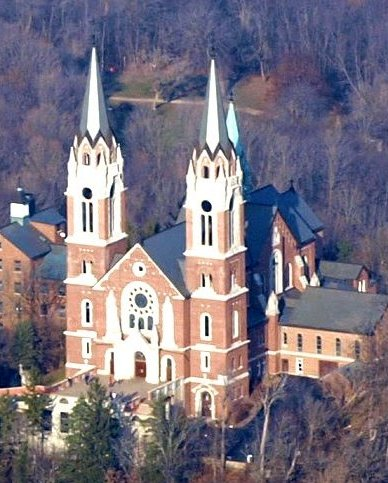
Marienbasilika auf dem Holy Hill

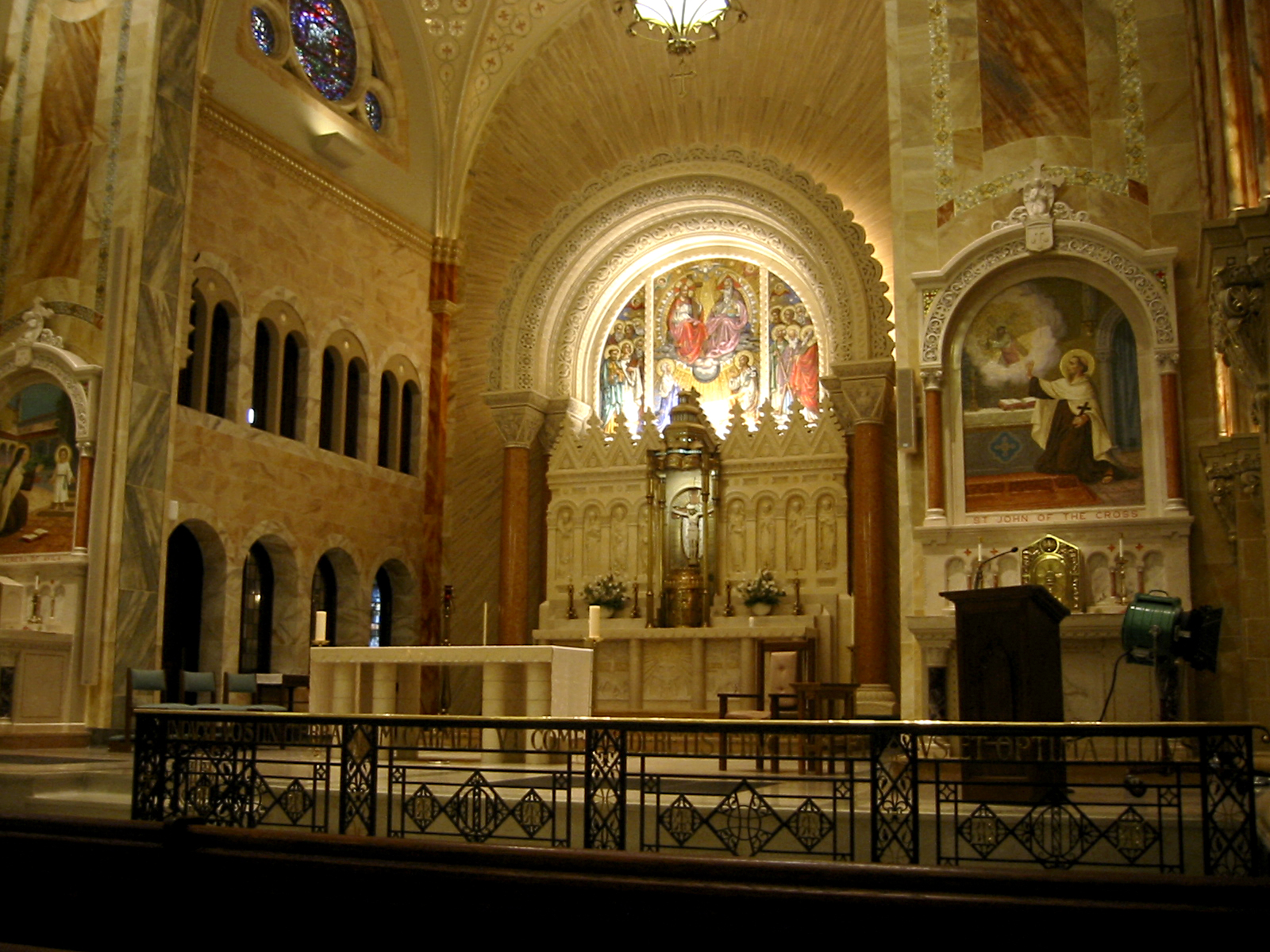
Altarraum

Das Nationalheiligtum Basilika Maria Hilfe der Christen (Basilica of the National Shrine of Mary Help of Christians) auf dem Holy Hill in Erin, Wisconsin, ist eine römisch-katholische Wallfahrtsstätte, die vom Orden der Unbeschuhten Karmeliten betreut wird. Die 1931 vollendete neuromanische Kirche hat den Rang eines Nationalheiligtums und, seit 2006, einer Basilica minor.

## Geschichte

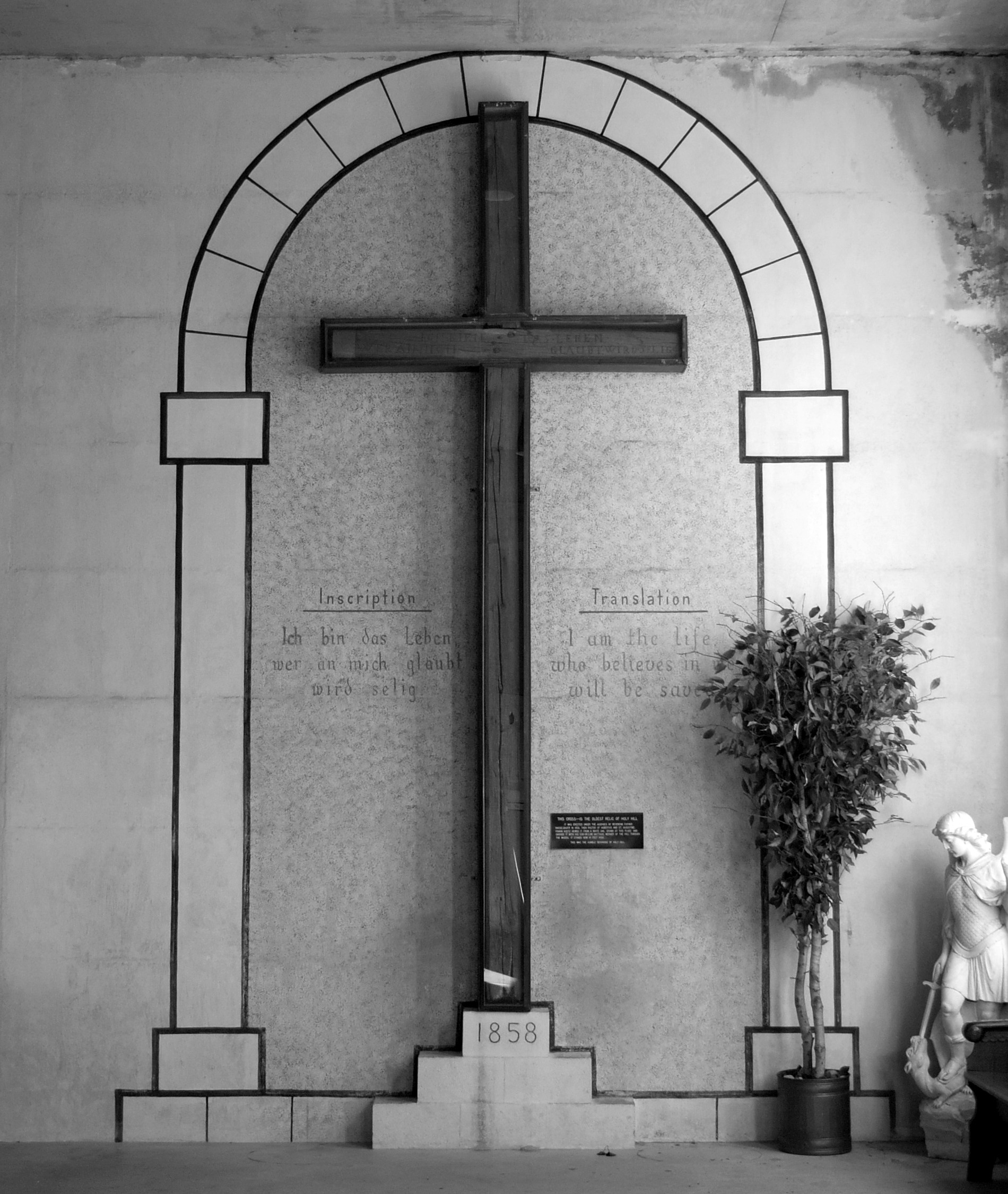
Das Holzkreuz von 1858

Die religiöse Bedeutung der seit dem 19. Jahrhundert Holy Hill genannten 410 m hohen Anhöhe westlich des Michigansees soll schon auf die Jesuitenmission des 17. Jahrhunderts zurückgehen. 1858 richteten deutschstämmige katholische Siedler auf dem Gipfel ein 4,60 m großes Eichenholz-Kreuz auf, das bis heute aufbewahrt wird. Es trägt die deutsche Inschrift „Ich bin das Leben. Wer an mich glaubt, wird selig.“ Um 1860 kam der gebürtige Franzose François Soubrio als Einsiedler auf den Hügel. Nach anfänglichem Misstrauen unterstützten ihn die Farmer der Umgebung. Die erste Holzkapelle am Ort mit dem Patrozinium Maria, Hilfe der Christen wurde am 24. Mai 1863 durch den aus Bayern stammenden und in Milwaukee geweihten Priester George Strickner dediziert.
In den 1870er Jahren wurden schlichte Kreuzwegstationen aufgestellt und die Zuwegung zum Berg verbessert. 1879/80 wurden eine Backsteinkirche und ein Pfarrhaus mit Gästezimmern gebaut. Die Zahl der Pilger nahm schnell zu. Für die Wallfahrerseelsorge kamen auf Bitten des Erzbischofs von Milwaukee 1906 bayrische Karmeliten (OCD) auf den Holy Hill. In den folgen Jahren entstand das erste Konventsgebäude, später durch das heutige Ensemble ersetzt.
1925 wurde der Chicagoer Architekt Herman Gaul mit den Plänen für eine neue große Wallfahrtskirche beauftragt. Der fertiggestellte Bau wurde am 19. Juli 1931 durch William Richard Griffin, Weihbischof von La Crosse, geweiht.
In den 1960er Jahren wurden weitere Gästehäuser und Begegnungsräume geschaffen, außerdem ein Aufzugsturm. In den 1980er Jahren wurden die Außenanlagen neu gestaltet und die Theresien-Krypta neu ausgestattet.
Heute kommen jedes Jahr mehrere hunderttausend Pilger zum Marienheiligtum. Jährliche Wallfahrten werden von Bistümern und ethnischen Gruppen durchgeführt.

## Architektur und Ausstattung
Die Wallfahrtskirche vom Holy Hill ist eine neuromanische dreischiffige Backstein-Basilika mit kurzem Querhaus, Vierungs-Dachreiter und eingezogenem Rechteckchor. Die Portalfassade nach Südwesten ist reich gegliedert und wird von zwei hohen Türmen mit oktogonalem Obergeschoss und Kegelspitze flankiert. Unter der Basilika befindet sich eine der heiligen Teresa von Ávila geweihte Unterkirche. Während diese in den 1980er Jahren modern gestaltet wurde, ist in der Hauptkirche die originale farben- und ornamentfreudige Ausstattung des 19. Jahrhunderts weitgehend erhalten.